# Sandbox-Effekt
Als Sandbox-Effekt (oder Sandboxing) wird eine Beobachtung der Art und Weise bezeichnet, wie Google Webseiten in seinem Index einstuft. Er ist Gegenstand vieler Debatten – seit 2004 wird über seine Existenz geschrieben, aber nicht bestätigt, und es gibt mehrere gegenteilige Behauptungen.
Das aktive Alter einer Domain ist nicht zu verwechseln mit dem Datum der Registrierung im Whois-Datensatz einer Domain, sondern bezieht sich auf den Zeitpunkt, zu dem Google die ersten Seiten der Domain indexiert hat. Die Wettbewerbsfähigkeit von Schlüsselwörtern bezieht sich auf die Suchhäufigkeit eines Wortes bei der Google-Suche, wobei die Beobachtung nahelegt, dass die Wahrscheinlichkeit, dass der Filtereffekt der Sandbox zum Tragen kommt, umso größer ist, je höher die Suchhäufigkeit eines Wortes ist.
Obwohl das Vorhandensein der Google-Sandbox seit langem diskutiert wird, hat sich Google LLC nicht direkt zu diesem Thema geäußert. Da sich der Sandbox-Effekt jedoch mit ziemlicher Sicherheit auf eine Reihe von Filtern bezieht, die zur Spam-Bekämpfung eingesetzt werden, ist es unwahrscheinlich, dass Google jemals Einzelheiten zu diesem Thema bekannt geben wird. In einem Fall hat John Mueller von Google jedoch erwähnt, dass „es einige Zeit dauern kann, bis Suchmaschinen Ihre Inhalte kennen und lernen, sie angemessen zu behandeln. Es ist eine Sache, eine fantastische Website zu haben, aber Suchmaschinen brauchen im Allgemeinen etwas mehr Zeit, um dies zu bestätigen und ihre Website – ihren Inhalt – angemessen zu bewerten“. Dies könnte als Ursache für den Sandbox-Effekt verstanden werden.
Link-Spam wird in erster Linie von Suchmaschinenoptimierern betrieben, die versuchen, das Google-Ranking zu manipulieren, indem sie viele eingehende Links von anderen Websites, die ihnen gehören, auf eine neue Website setzen. Einige SEO-Experten behaupten auch, dass die Sandbox nur für stark umkämpfte oder breite Keyword-Phrasen gilt und dass man ihr entgegenwirken kann, indem man auf enge oder so genannte „Long-Tail-Phrasen“ abzielt.

## Geschichte der Strafen
Google aktualisiert seinen Algorithmus schon so lange, wie es die Manipulation der organischen Suchergebnisse bekämpft. Bis zum 10. Mai 2012, als Google das Pinguin-Update einführte, glaubten viele jedoch fälschlicherweise, dass sich Backlinks von geringer Qualität nicht negativ auf die Platzierung auswirken würden. Diese Ansicht war zwar weit verbreitet, aber nicht korrekt, da Google schon seit vielen Jahren solche linkbasierten Strafen verhängte, aber nicht öffentlich machte, wie das Unternehmen mit dem so genannten Linkspam umging. Seitdem hat sich die Erkenntnis über die Gefahren schlechter SEO und eine forensische Analyse von Backlinks durchgesetzt, um sicherzustellen, dass es keine schädlichen Links gibt.